# Jacek Magiera (biathlonista)
Jacek Magiera (ur. 16 listopada 1972) – polski biathlonista, mistrz Polski.

## Życiorys
Był zawodnikiem Biathlonu Wałbrzych. Na mistrzostwach Polski seniorów zdobył cztery medale: złote w sztafecie w 1993 i 1994, złoty w biegu drużynowym w 1996 i srebrny w sztafecie w 1996. W 1996 i 1997 zwyciężył w biegu indywidualnym podczas mistrzostw Polski w biathlonie letnim.
Reprezentował Polskę na mistrzostwach Europy seniorów w 1998 (39 m. w biegu indywidualnym, 56 m. w sprincie i 12 m. w sztafecie).